# Македоновка (Саратовская область)
Македо́новка — село в Татищевском районе Саратовской области в составе сельского поселения Идолгское муниципальное образование.

## География
Находится на расстоянии примерно 14 км по прямой на северо-запад от районного центра поселка Татищево.

## История
Деревня Македоновка была образована в начале XVIII века. Название деревни носит фамилию первого хозяина — барина Македоновского. В советское время работали колхозы «Бурный», им. Буденного, им. Крупской, «Труд».

## Население
| 2002 | 2010 |
| ---- | ---- |
| 284  | ↘243 |

Постоянное население составляло 284 человека в 2002 году (русские 72 %), 243 в 2010.

## Инфраструктура
Здесь функционирует сельскохозяйственное предприятие — ООО «Нива» (растениеводство.). Действует школа на 192 места, построенная в 1989 году.

## Связь
Сотовая связь и высокоскоростной мобильный интернет стандарта 4G/LTE.

## Фотогалерея

Виды села
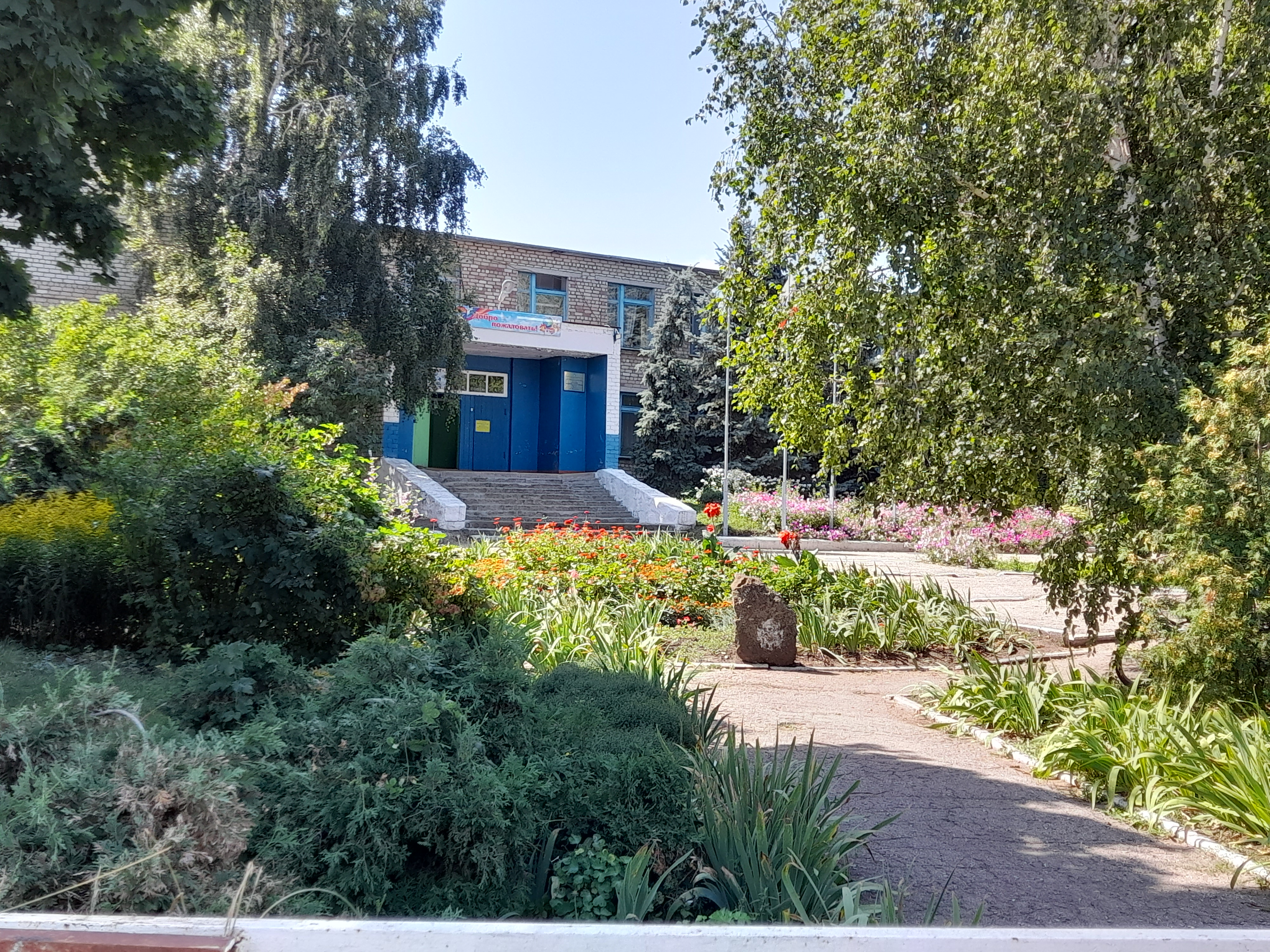
Школа
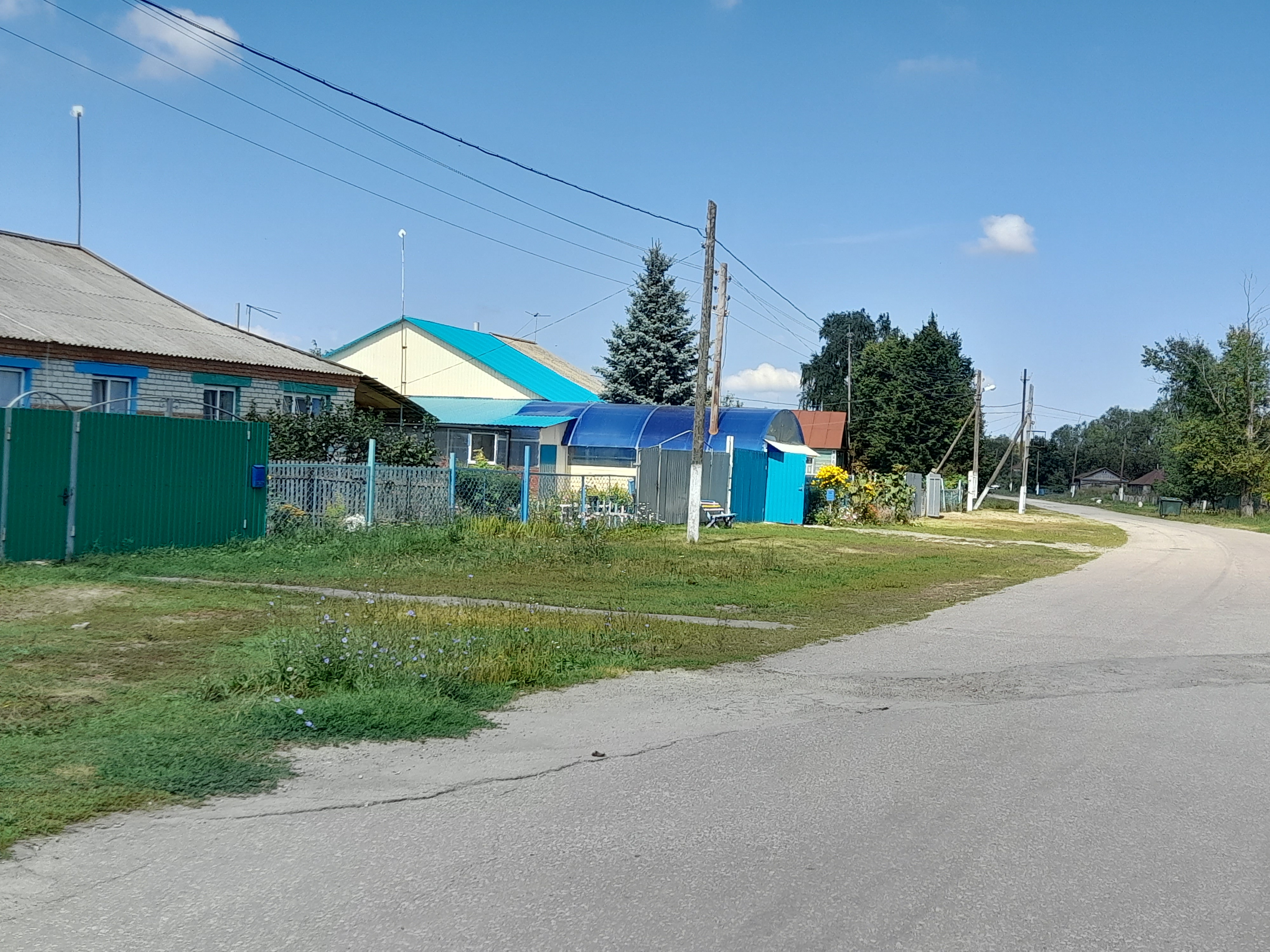
Улица Центральная
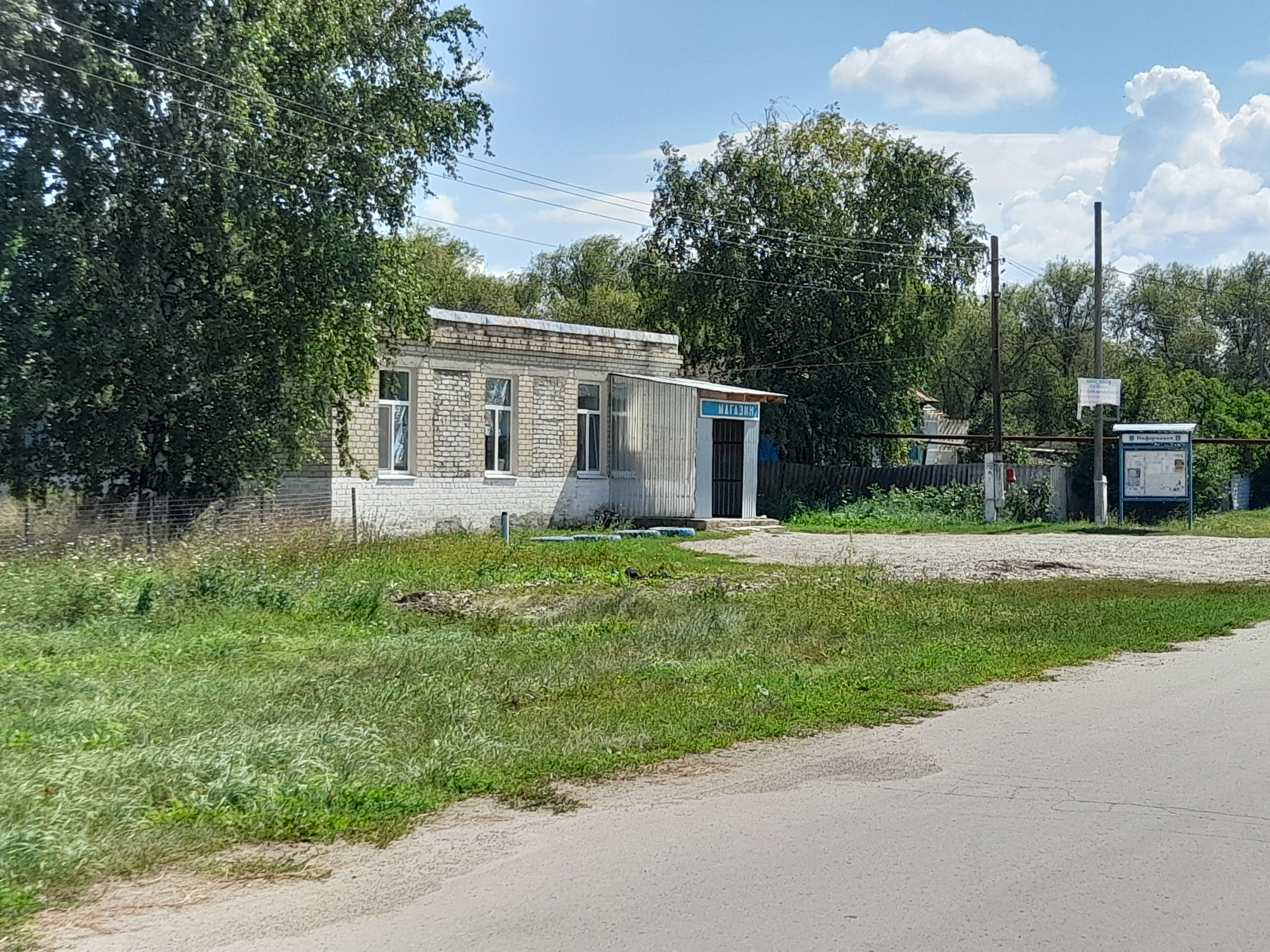
Магазин
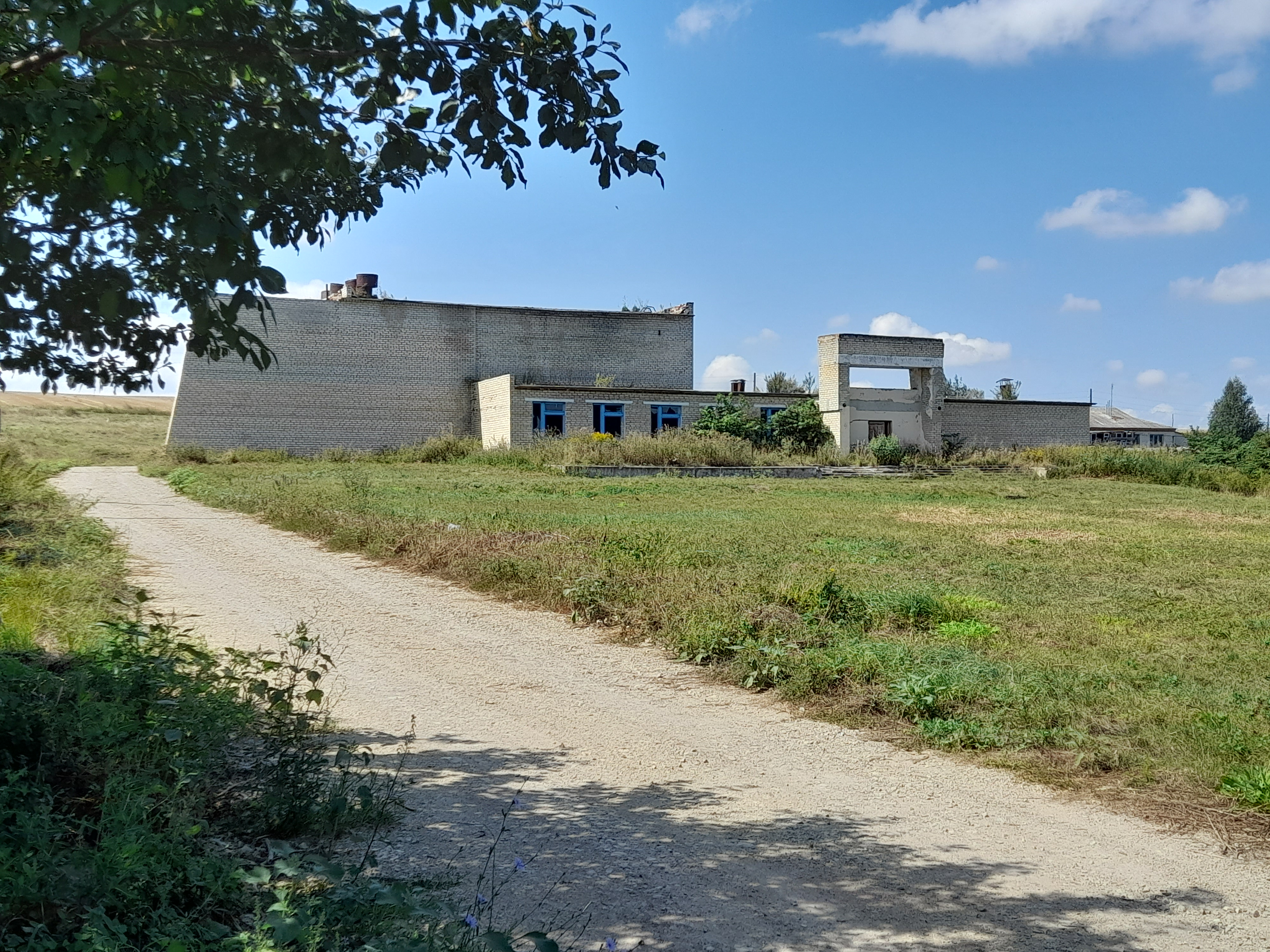
Бывший сельский дом культуры
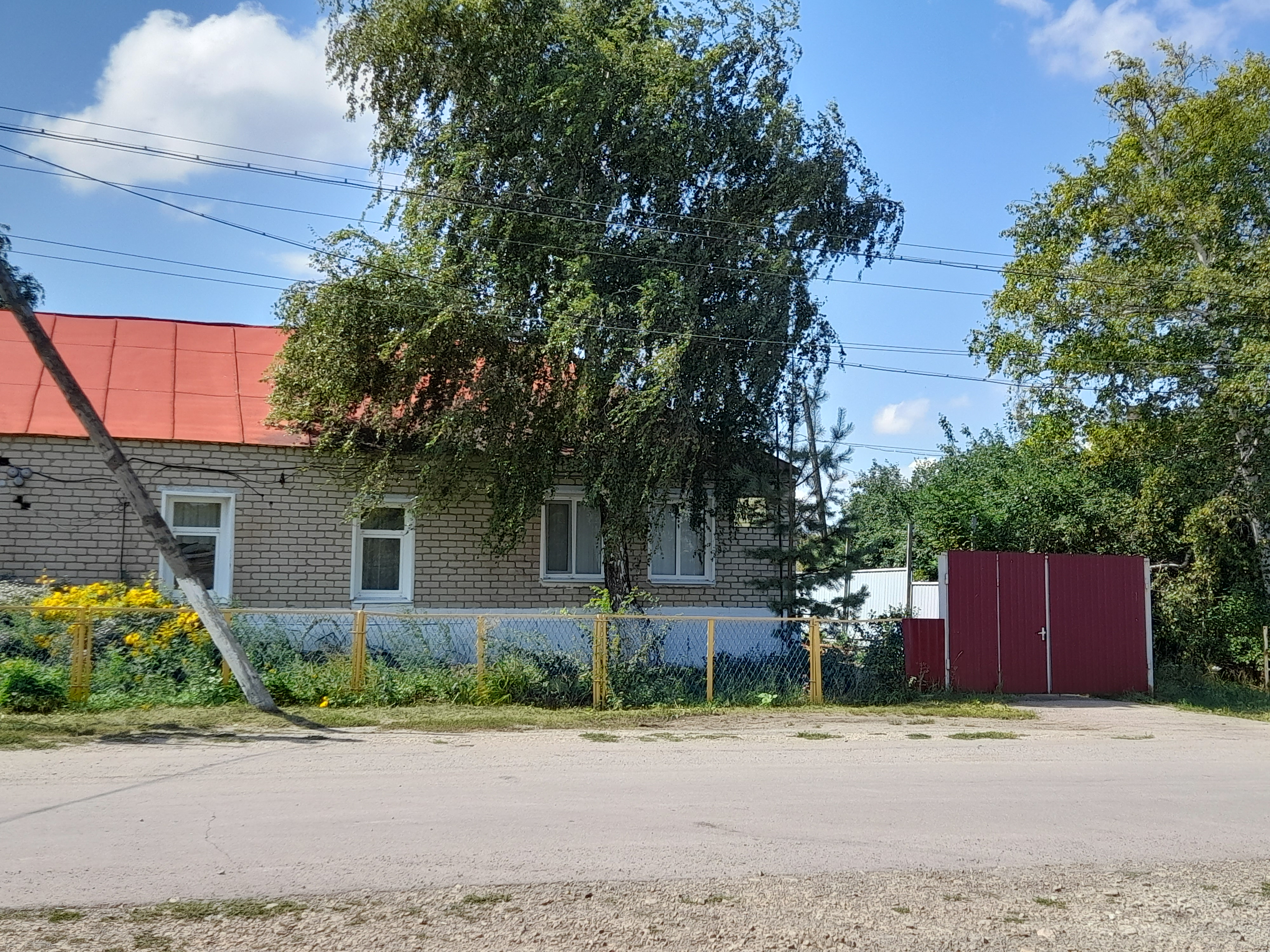
Правление ООО "Нива"